# 超時空少女
《超時空少女》（英語：Zenon: Girl of the 21st Century）是一部由迪士尼製作的電視電影，在1999年首度播出於美國的迪士尼頻道，並因推出後受到歡迎再度推出續集《超時空少女之外星密碼》（Zenon: The Zequel）及《超時空少女之月球保衛戰》（Zenon: Z3）。
本片情節改編自瑪麗蓮·桑德勒及Roger Bollen所寫同名小說，由肯尼斯·約翰遜執導，並由克爾絲登·斯多姆飾演主角Zenon，以及雷文-西蒙尼飾演Zenon的好友Nebula，其他演員包括斯圖爾特·潘金、郝麗·賦格、菲利普·瑞斯、Greg Thirloway等。

## 劇情
2049年，有一位名叫Zenon的13歲女孩；由於她的父母是工作於太空站的研究人員，她自小就生活在太空站之中，並從來沒有拜訪過父母的故鄉－地球。然而，她在一次意外之中因犯下過錯被要求暫時前往地球生活。在前往地球的旅途上，她仍與好友Nebula保持聯繫，並交到了新朋友。後來，她得知有人意圖對太空站造成危脅，於是決定潛入即將開往太空站演唱的搖滾歌手的太空船中，以趕在事情發生之前揭發陰謀。

## 配樂
本片配樂由菲爾·馬歇爾主導製作，片中歌曲〈Super Nova Girl〉則是由Sabelle Breer和Kristina Rex共同完成。

## 相關
- 迪士尼頻道原創電影列表

## 連結
- 互联网电影数据库（IMDb）上《Zenon: Girl of the 21st Century》的资料（英文）
- 爛番茄上《Zenon: Girl of the 21st Century》的資料（英文）